# Lunda (popolo)
I Lunda o Balunda (dove ba- è il prefisso collettivo che indica il popolo) sono un gruppo etnico bantu originario della Repubblica Democratica del Congo (provincia di Lualaba) e diffusosi successivamente anche in Angola nordorientale e in Zambia settentrionale.
Dal punto di vista storico e culturale i Lunda condividono molti aspetti con il vicino popolo dei Luba, a partire dal matrimonio mitologico del principe luba Tshibind Irung con la regina lunda Ruwej, considerata la madre della nazione lunda. Secondo il racconto, Tshibind Irung si impossessò con l'inganno del rukan della regina Ruwej, il braccialetto sacro che simboleggiava il potere, e divenne re. Dopo il suo regno, fu suo figlio, chiamato Yav a Irung, a succedergli e divenne il primo Mwant Yav, ovvero il sovrano supremo dei Lunda.
Il regno di Lunda prosperò nell'alta valle del Luapula a partire dal XVII secolo, coltivando mais, miglio, patate dolci, sorgo, zucca, fagioli, palma da olio e tabacco, e commerciando con i portoghesi a ovest e con i mercanti arabi e swahili a est, soprattutto in schiavi e avorio.
Il regno Lunda fu infine distrutto dalle incursioni Chokwe nel XIX scolo, e il loro territorio, ricco di risorse naturali, fu diviso tra gli imperi coloniali belga, portoghese e inglese durante la spartizione dell'Africa.